# Phronima sedentaria
Phronima sedentaria is een vlokreeftensoort uit de familie van de Phronimidae. De wetenschappelijke naam van de soort is voor het eerst geldig gepubliceerd in 1775 door Forskal.

## Kenmerken
Phronima sedentaria is een vrijwel volledig doorzichtig vlokkreeftje van een paar millimeter groot. Hij heeft grote, doorzichtige ogen.

## Leefwijze
Hij is een oceaanbewoner die vaak wordt aangetroffen in manteldieren en kwallen.